# 東大寺大仏殿虹梁

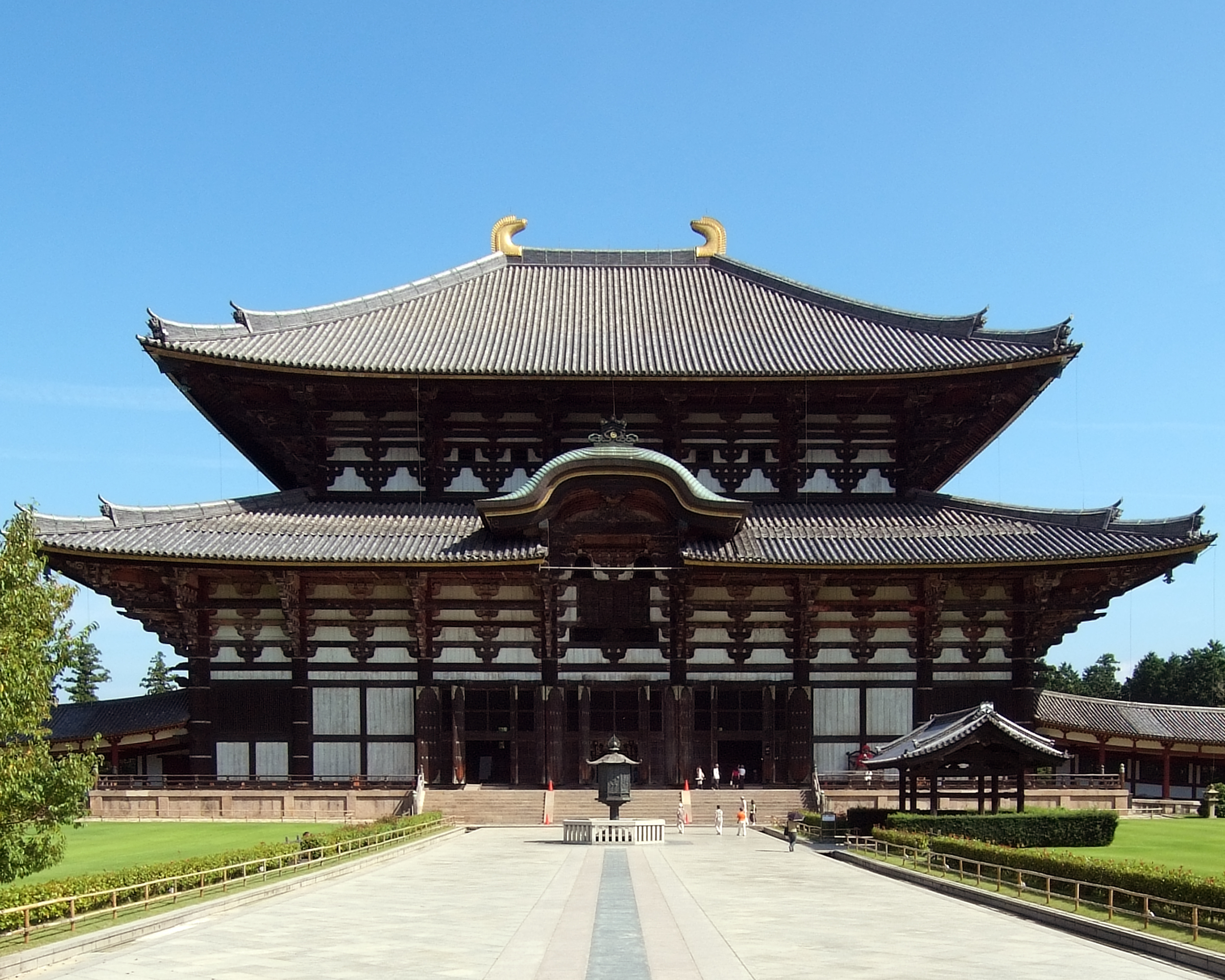
東大寺大仏殿

東大寺の大仏殿の屋根を支える2本の虹梁（こうりょう）は、それぞれ長さ23.5メートルのアカマツが使われており、1704年（宝永元年）、日向国の白鳥神社から大和国の東大寺まで延べ10数万人が参加し9ヶ月をかけて運搬された。

## 経緯
奈良時代に建立された東大寺大仏殿は1181年（治承4年）、平重衡の南都焼討によって焼失し、鎌倉時代に重源らによって再建された大仏殿も戦国時代の1567年（永禄10年）、松永久秀の東大寺大仏殿の戦いで焼失したが、1684年（貞享元年）に公慶が再建のための勧進を始めた。1686年（貞享3年）には資材の準備が始められ、1688年（元禄元年）閏4月に着工した。しかしながら、最も重要な部材の一つである虹梁の材料が見つかっていなかった。
虹梁に限らず他の建材についても、調達に苦労した原因について、相次ぐ大仏殿の造立がある。豊臣秀吉は現存の東大寺大仏殿より巨大な初代方広寺大仏殿（京の大仏）を造立したが、それにより日本国内の、木造大規模建築に適した建材(巨木)はほとんど伐採され尽されてしまったようである。その後初代方広寺大仏殿は失火により焼失したため、豊臣秀頼の代に再度、初代と同様の規模で、2代目方広寺大仏殿が造立された。巨木材の不足のため、苦肉の策として、柱は鉄輪で束ねた寄木材が採用されることになった。江戸時代の東大寺大仏殿再建は、上記の初代・2代目方広寺大仏殿造立の後になされたので、より一層建材（巨木材）不足が顕著であった。
東大寺大仏殿の虹梁は、柱の間隔7.7メートル（2丈5尺4寸）の3倍すなわち23.1メートルの長さを持ち、3020トンの屋根を支える必要があることから、長さ23.6メートル（13間）、直径1メートル（3尺）で強度があり耐久性の高いアカマツが求められた。公慶は様々な手を尽くしてこの条件に見合うアカマツの大木を探していたが見つからない状態が続いていた。
1702年（元禄15年）になって日向国小林（小林市）に住む園田清右衛門が霧島山山腹の白鳥神社境内に2本のアカマツの大木があることを見いだし、薩摩藩と奈良奉行を通して公慶に報告した。公慶は早速現地に検分に訪れた。大木は高さ54メートル（18丈）あり、曲がりも虫食いもない良材であることが確認され虹梁として採用されることになった。

## 掘り倒し
切り倒すと裂ける恐れがあることから根の周囲を掘って倒す方法が採られることになった。1703年（元禄16年）9月19日にまず1本目の掘削が始められた。90人が作業にあたり9月22日に掘り倒された。9月23日から2本目の掘削が始められ、こちらも100人がかりで9月25日に掘り倒されている。倒された大木からそれぞれ虹梁材が切り出され、衝撃で裂けないよう両端に金属の輪がはめられた。1本目は長さ23.6メートル（13間）、元口1.3メートル（4尺3寸）、末口1.0メートル（3尺3寸7分5厘）、重量23.2トン（6183貫）、2本目は長さ23.6メートル（13間）、元口1.2メートル（4尺1寸）、末口1.1メートル（3尺7寸5分）、重量20.4トン（5435貫）であった。

## 運搬

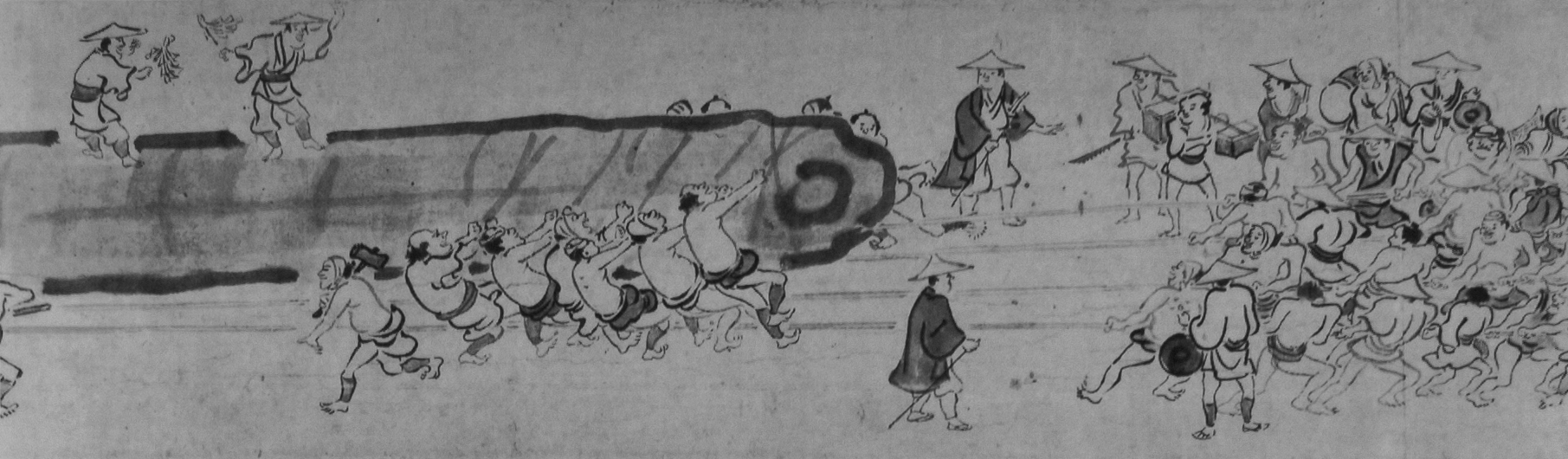
「大仏殿虹梁木曳図」（明誉古磵筆、東大寺蔵）。日向国で伐採された2本の巨大なアカマツは鹿児島湾から日向灘、瀬戸内海を経て大坂から淀川を遡り、泉木津で陸揚げされ、以降は人力で奈良坂を越えて奈良に至った。

白鳥神社から海岸までは起伏のある道を66キロメートル（16里半）運搬する必要があった。運搬には丸太を樋の形に組んだスラと呼ばれる誘導路や、木馬（きんま）と呼ばれるソリが使われたと考えられている。2本の虹梁材は1704年（宝永元年）1月7日に白鳥神社を出発し、尾八重野（えびの市）、加久藤（えびの市）、吉松（湧水町）、牛の瀬戸（湧水町栗野）、横川（霧島市）、鳥越（霧島市隼人）を経て新川口（天降川河口）まで運ばれた。途中様々な場所で迂回する必要があり、結局90キロメートル（23里）の行程となった。薩摩藩の山奉行が指揮を執り、延べ10万人が参加し牛4000頭を使って115日をかけ5月4日にようやく新川口に到着した。
2本の虹梁材は新川口に隣接する浜之市（隼人港）で筏に組まれ、鹿児島湾を6艘の船に引かれ3日間をかけて鹿児島津（鹿児島港）に到着した。鹿児島から畿内までの航路には波の荒い日向灘や玄界灘が控えており、筏のままでは強度が不足するため船に乗せる必要があった。しかしながら当時はこのような大木を船に乗せる技術がなく、商人たちは輸送を躊躇する状況であった。
このような中、志布志の商人山下弥五郎が観音様のお告げを受けたとして、米を運ぶのと同じ運賃で畿内までの輸送を買って出ることになった。弥五郎は2本の大木を船に乗せるために船を沈める方法を用いた。6月11日に船底の栓を抜いて船を沈め、翌12日の満潮時に2本の虹梁材を船の上に配置した。干潮になるのを待って船底の栓を戻し、船の中から水をくみ出すことで虹梁材の積載に成功した。この方法は弥五郎の娘が夢で観音様から教えられたとされている。
2本の虹梁材と24名の乗組員を乗せた観音丸は6月20日に鹿児島津を発ち、翌21日、山川港に立ち寄った。南風を待って7月5日深夜に出港し、7月12日、兵庫津（神戸港）に到着した。虹梁材を船から降ろす際にも船を沈める方法が用いられている。兵庫津から4艘の船に引かれて7月16日に大阪の伝法川河口に到着した。大阪からは船で虹梁材を挟み、淀川と木津川をさかのぼった。延べ4625人が川岸から綱で船を引く作業に参加し、8月10日、木津（木津川市）に到着した。
8月19日、木津でそれぞれ2基の台車に乗せられ、東大寺までは市坂（木津川市）と奈良阪（奈良市）を越える陸路を人手によって運搬された。虹梁材を引く作業には延べ1万7千人が参加し、周辺には数万の見物人が集まった。運搬の様子は「大仏殿虹梁木曳図」（明誉古磵筆、東大寺蔵）に描かれている。1本目は9月2日、2本目は9月5日に東大寺に搬入された。

## その後
大仏殿への取り付けは1705年（宝永2年）3月13日と3月18日に行われ、4月10日に上棟式が執り行われた。大仏殿は1709年（宝永6年）に完成し3月21日に落慶供養が行われたが、公慶は1705年（宝永2年）に亡くなっており完成を見ることはなかった。
1905年（明治38年）から1911年（明治44年）にかけての修繕作業において虹梁が約50センチメートル曲がっていることがわかり鉄骨で補強されている。
1979年（昭和54年）、九州自動車道の工事に際して行われた宮崎県えびの市の前畑遺跡の調査において16世紀の陶磁器片とともに大木を引いた経路と見られる遺構が発見された。遺構は幅1.8-2.0メートルで長さは発掘範囲全体の50メートルにわたって東西に延びており、発掘範囲の両側へ続いていると考えられている。深さ10-20センチメートルで幅20-40センチメートルの窪みが20-30センチメートルの間隔で繰り返される枕木の跡のような形状を呈している。当初は利用目的がわからなかったが、同時期に鹿児島県栗野町（湧水町）の山崎遺跡でも同様の遺構が見つかっており、いずれも確証はないが虹梁材の運搬に用いられたものと考えられている。